# Jörg Müller (wielrenner)
Jörg Müller (Aarau, 23 januari 1961) is een voormalig Zwitsers wielrenner.

## Belangrijkste overwinningen
1984
Ronde van het Maggioremeer
1985
Eindklassement Ronde van Romandië
7e etappe Ronde van Zwitserland
1986
Proloog Ronde van Catalonië
Route Adélie de Vitré
1987
Zwitsers kampioen op de weg
6e etappe Ronde van Catalonië
1989
Grand Prix des Amériques

## Resultaten in voornaamste wedstrijden
| Jaar | Ronde van Italië | Ronde van Frankrijk | Ronde van Spanje |
| ---- | ---------------- | ------------------- | ---------------- |
| 1985 |                  |                     |                  |
| 1986 |                  | 99e                 |                  |
| 1987 |                  | 99e                 | uitgesloten      |
| 1988 | 55e              | 27e                 |                  |
| 1989 |                  | 29e                 |                  |
| 1990 |                  | 31e                 |                  |
| 1991 | 71e              |                     | 101e             |
| 1992 |                  | 94e                 |                  |
| 1993 |                  | 52e                 |                  |
| 1994 |                  | 59e                 | 65e              |

| Jaar | Milaan-San Remo | Gent-Wevelgem | Ronde van Vlaanderen | Parijs-Roubaix | Amstel Gold Race | Luik-Bast.‑Luik | Ronde van Lombardije | Parijs-Tours | Waalse Pijl | Bretagne Classic |  | WK op de weg |  | Wereldranglijsten |
| ---- | --------------- | ------------- | -------------------- | -------------- | ---------------- | --------------- | -------------------- | ------------ | ----------- | ---------------- |  | ------------ |  | ----------------- |
| 1985 |                 |               |                      | 27e            | 19e              |                 |                      | 22e          | 8e          | 8e               |  | 8e           |  |                   |
| 1986 | 28e             |               |                      | 52e            |                  |                 | 7e                   | 5e           |             |                  |  | 80e          |  | 23e (SPP)         |
| 1987 |                 | 30e           | 33e                  | 43e            |                  |                 |                      | 65e          |             |                  |  | 12e          |  |                   |
| 1988 | 16e             |               | 25e                  | 24e            |                  | 22e             |                      |              | 36e         |                  |  | 41e          |  |                   |
| 1989 |                 | 53e           | 74e                  | 23e            |                  | 46e             | 54e                  | 37e          |             |                  |  |              |  | 18e (UWB)         |
| 1990 | 33e             | 48e           | 93e                  | 37e            | 48e              |                 |                      | 62e          | 59e         |                  |  | 55e          |  |                   |
| 1991 |                 |               |                      | 65e            | 32e              | 107e            |                      |              |             |                  |  |              |  |                   |
| 1992 | 89e             | 75e           | 46e                  | 83e            |                  |                 |                      |              |             |                  |  |              |  |                   |
| 1993 | 122e            |               |                      |                |                  | 37e             |                      |              |             |                  |  | 32e          |  |                   |
| 1994 |                 |               |                      |                |                  |                 |                      |              |             |                  |  |              |  |                   |